# Hạ Châu
Hạ Châu (tiếng Tráng: Hohcouh, tiếng Hoa giản thể: 贺州; bính âm: Hézhōu), gọi đơn giản là Hạ, thời cổ gọi là Lâm Hạ, là một địa cấp thị ở Khu tự trị dân tộc Choang Quảng Tây, Trung Quốc.

## Địa lý và khí hậu
Hạ Châu nằm ở đông bắc khu tự trị Quảng Tây, giáp Hồ Nam về phía bắc và Quảng Đông về phía đông. Diện tích 11.753 km². Độ cao trung bình 800 m và đỉnh cao nhất là 1.731 m trên mực nước biển. Khí hậu bán nhiệt đới gió mùa, nhiệt độ trung bình 18 °C.

## Hành chính
Hạ Châu có 2 quận nội thành, 2 huyện, và 1 huyện tự trị.
- Quận: Bát Bộ, Bình Quế.
- Huyện: Chiêu Bình, Chung Sơn.
- Huyện tự trị: Huyện tự trị dân tộc Dao Phú Xuyên.

| Bản đồ                                         |
| ---------------------------------------------- |
| Bát Bộ Bình Quế Chiêu Bình Chung Sơn Phú Xuyên |

## Dân số
Dân số năm 2016 của Hạ Châu ước khoảng 2.038.700 người. Các dân tộc gồm: Choang, Hán, Dao, Miêu và các dân tộc khác.

## Kinh tế
Các ngành chính: vận tải, thủy điện (700 MW), lâm sản, khai thác mỏ vàng. Nông nghiệp gồm: chăn nuôi gia súc, trồng thuốc lá, rau, quả, trà.